# Euphranta sexsignata
Euphranta sexsignata är en tvåvingeart som beskrevs av Friedrich Georg Hendel 1915. Euphranta sexsignata ingår i släktet Euphranta och familjen borrflugor.
Artens utbredningsområde är Taiwan. Inga underarter finns listade i Catalogue of Life.